# Into the Light (film 1920)
Into the Light è un film muto del 1920 diretto da Robert North Bradbury.

## Trama
Una ragazza di campagna, brutalmente maltrattata dal patrigno, trova affetto e conforto nell'amore di un ragazzo. Ma la giovane viene portata a forza in città dal Ragno, un complice del patrigno, che la tiene prigioniera e le distrugge lo spirito e il fisico. Allo stremo delle forze, viene salvata dal ragazzo. Dopo la morte del Ragno, la fanciulla recupera la salute pregando insieme al suo amato.

## Produzione
Il film fu prodotto dalla Robert N. Bradbury Productions, Mitchell Lewis Corporation e Cyrus J. Williams. Venne girato con il titolo di lavorazione Hollyhocks, ma fu ribattezzato Into The Light nel febbraio 1920, quando ne venne annunciato il completamento. Fonti contemporanee fanno risalire il soggetto del film a un romanzo, senza però aver trovato alcuna traccia sicura del testo originario.

## Distribuzione
Distribuito dalla M.B. Schlesinger, il film venne presentato in prima al Los Angeles' Clune Auditorium nel marzo 1920 ma, molto probabilmente, non fu distribuito prima della primavera del 1921. Il catalogo AFI lo indica come Things Men Do, il titolo che gli venne dato appunto nel 1921 quando ne venne curata una riedizione dopo essere stato presentato alla stampa e dopo che Schlesinger aveva annunciato ai giornalisti che dal film sarebbero sparite alcune scene: quella dove la ragazza viene frustata, dove Spider la molesta e dove si fa uso di droghe.